# Kalasze (Czitral)

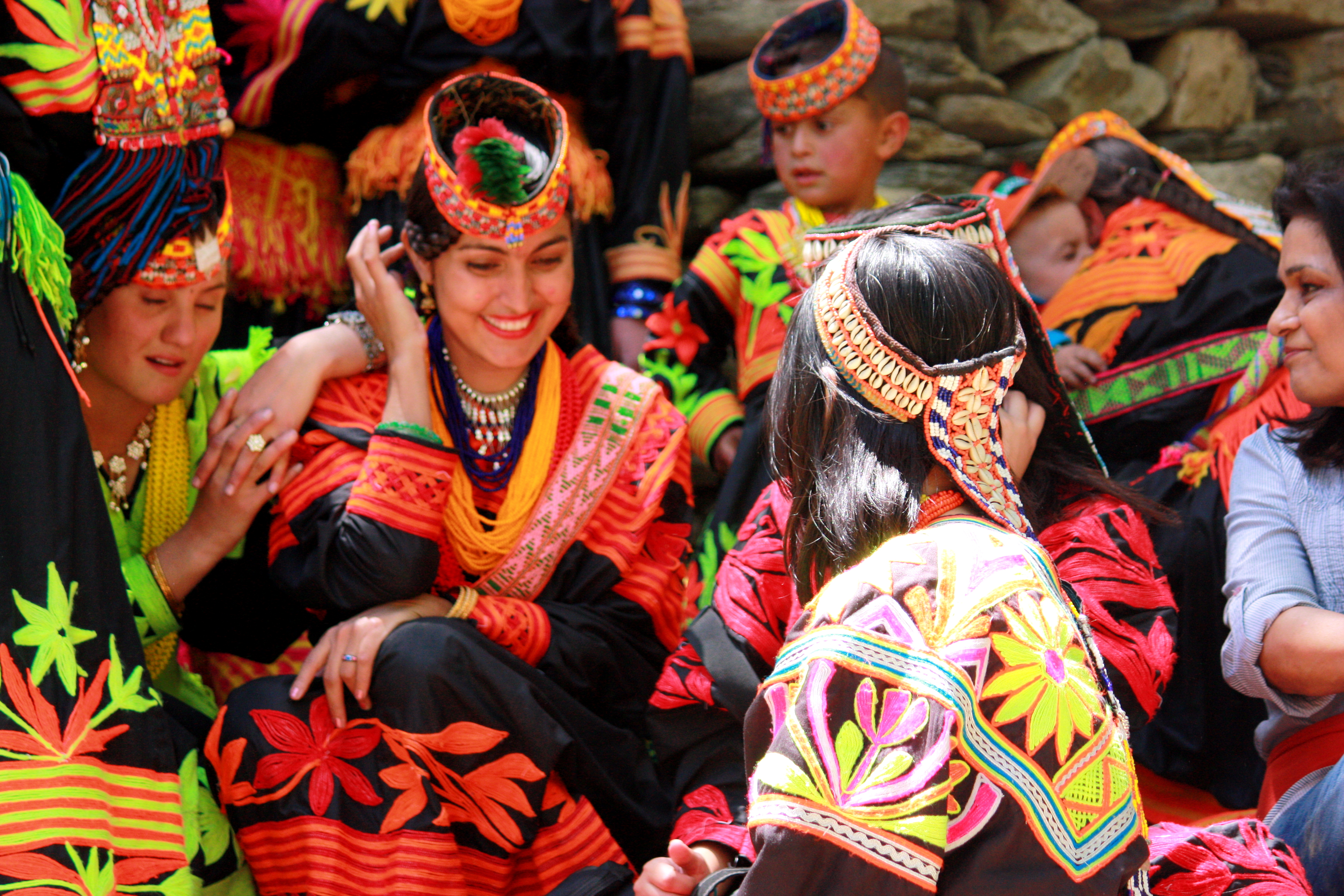
Kobiety w strojach tradycyjnych

Kalasze (endonim: Kalasza) – grupa etniczna licząca około 6000 osób, wyznająca odrębną archaiczną religię politeistyczną (ma około 3000 wyznawców; pozostali wyznają islam). Zamieszkują doliny Rumbur, Bumboret i Birir w masywie Hindukusz, na południe od miasta Czitral w Północno-Zachodniej Prowincji Granicznej w Pakistanie.
Kalasze są jedyną grupą ludności praktykującą prastarą religię politeistyczną, jaka przetrwała na ogromnym obszarze islamskim od Turcji do Indii. W latach 80. i 90. stali się znani w świecie jako domniemani potomkowie żołnierzy Aleksandra Wielkiego (co jednak nie znajduje potwierdzenia w badaniach historycznych i genetycznych).
Miejscowi muzułmanie odnoszą się do Kalaszów z pogardą, nazywając ich „Czarnymi Kafirami” (od arabskiego kafir – niewierny oraz od dominującego koloru stroju Kalaszów).

## Historia
Pierwsza wzmianka o Kalaszach to relacja z walk Timura z ludami Sia (późniejszymi Kafirami). Aleksander Wielki w 327 p.n.e., a później Czyngis-chan podbili ten region, jednak kraj Kalaszów do XVIII wieku faktycznie nie podlegał żadnej zewnętrznej władzy.
Po islamizacji obszaru dzisiejszego Afganistanu i Pakistanu w ciągu VIII – X wieku, południowa, najbardziej niedostępna część masywu Hindukusz, zamieszkana głównie przez Tadżyków i ludy Szin (przodków Kalaszów) oparła się władzy miejscowych emirów i islamizacji, zachowując religię politeistyczną i kulturę ludową. Ten region został przez Arabów nazwany Kafiristanem, czyli Krajem Niewiernych. Zachodnią część regionu zamieszkiwali tzw. Czerwoni Kafirowie, wschodnią Czarni Kafirowie – Kalasze.
Mimo że islam nakazuje pogan nawracać nawet siłą, przez wieki lokalni muzułmańscy władcy byli bezsilni wobec pogańskich mieszkańców Kafiristanu, skutecznie broniących swojej niezależności w trudno dostępnych dolinach górskich, i zadowalali się daniną. Kalasze od XVIII wieku znajdowali się pod rządami tolerancyjnych mehtarów z Czitral i żyli bez większych konfliktów z miejscowymi sunnitami i izmaelitami. W XIX wieku zaczęli być prześladowani przez emirów z Afganistanu i zmuszeni do przesiedlenia w najwyżej położone doliny górskie.
W 1893 r. Wielka Brytania wytyczyła granice Indii z Afganistanem szczytami pasma górskiego, odcinając przy tym wschodnie doliny zamieszkane przez Kalaszów od reszty Kafiristanu. Dwa lata później w roku 1895 emir Afganistanu Abdur Rahman Chan (zwany „Żelaznym Emirem”) zajął zbrojnie Kafiristan i brutalnym terrorem (wymordował ponad 60% ludności) zmusił Czerwonych Kafirów do przyjęcia islamu. Kafiristan został nazwany Nuristanem (Krajem Oświeconych). Kalasze po brytyjskiej stronie granicy uniknęli tego losu, jednak trudne warunki życia powodowały, że ich liczba stale malała.
Sytuacja zmieniła się w latach 70. XX w., kiedy odkryci przez europejskich i amerykańskich badaczy, Kalasze zaczęli otrzymywać pomoc z krajów zachodnich (głównie z Grecji); od tej pory ich liczba zaczęła rosnąć. Jednak nadal są dyskryminowani przez miejscowych muzułmanów, np. każdy Kalasz, aby znaleźć pracę, musi nawrócić się na islam. Muzułmanie uważają kobiety Kalaszów za rozwiązłe i często je napastują, bo nie zakrywają twarzy.

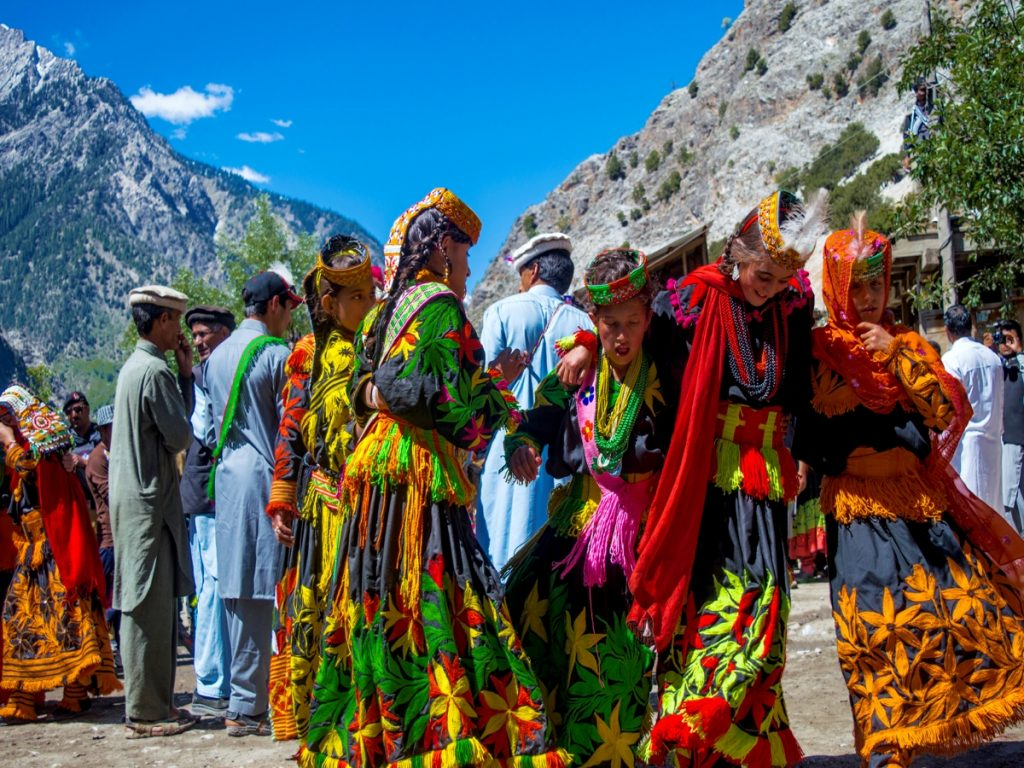
Kalasze tańczą w dzień festiwalu

## Język i kultura
Region Kalaszów drastycznie różni się od sąsiednich muzułmańskich. Kalasze stworzyli wydajny system irygacji pól, dzięki któremu uzyskują względnie wysokie plony zboża i kukurydzy, a także hodują kozy (gdy reszcie regionu Czitral grozi klęska nieurodzaju). Uprawiają również morwy i wytwarzają z ich owoców wino (zakazane przez islam).
Kalasze mówią językiem Kalaszmun z rodziny indoeuropejskiej, grupy dardyjskiej. Zawiera w większości słownictwo pokrewne językowi khowar, który jest znany większości Kalaszów jako język dominujący w regionie Czitral. Od niedawna język Kalaszów jest zapisywany alfabetem arabskim i uczony w kilku szkołach.
Kobiety noszą powszechnie bogato zdobiony strój (długa czarna suknia haftowana i naszywana muszelkami, monetami i koralikami); przy okazji świąt przywdziewają także bogato zdobione, ważące nawet kilka kilogramów nakrycie głowy. Mężczyźni ubierają się tak, jak ich muzułmańscy sąsiedzi.
Kalasze zamieszkują charakterystyczne domy, budowane razem schodkowo na stoku górskim, z drewna i kamienia, o płaskich dachach.
Sztuka Kalaszów to głównie rzeźba w drewnie (figurki, zdobienia kolumn i drzwi), malarstwo ścienne i bogate hafty. Częste są wyobrażenia ludzi, bóstw i zwierząt (zakazane przez islam). Biżuteria wykonywana jest ze srebra i pestek brzoskwini.
Podczas różnych uroczystości Kalasze śpiewają pieśni zwane dradżahilak (ich treścią są ludowe podania i legendy) przy akompaniamencie bębenków; towarzyszą temu często tańce kobiet. W odróżnieniu od muzułmanów, kobiety kalaskie w życiu społecznym nie są odseparowane od mężczyzn (z wyjątkiem okresu menstruacji i okołoporodowego, kiedy stają się „nieczyste” i mieszkają w oddzielnych domach baszleni).

### Religia
Kalasze wierzą w 12 głównych bogów i bogiń personifikujących różne siły Natury (podobnych do tych z mitologii greckiej), z których najważniejszym jest Mahandeo (lub Khodai) protektor doliny, bóg wojny, plonów i pośrednik między ludźmi a Dezau (lub Paidagarau) – bogiem stwórcą. Bogini Dżesztak jest opiekunką małżeństwa, rodziny i ciężarnych kobiet. Powszechnie czczony jest Balomain, mityczny heros podobny do Heraklesa, który pośredniczy między Kalaszami a ich bogami (według legendy odwiedza doliny Kalaszów w czasie święta Czoimus). Ku czci bóstw wznoszone są z drewna i kamienia bogato zdobione świątynie oraz składane ofiary z kóz i żywności. Rozpowszechniony jest kult przodków.
Solarny kalendarz obrzędowo-religijny Kalaszów zawiera wiele świąt, z których najważniejsze to wiosenne Dżoszi (składanie ofiar z mleka), Uszao (sierpniowe ofiarowanie zboża, sera i wina) i Czoimus (najbardziej uroczyste 10-dniowe święto przesilenia zimowego i Balomaina). Zachodni turyści (nie-muzułmanie) mogą uczestniczyć w tych uroczystościach.
W ostatnich latach obserwuje się jednak tendencję do przechodzenia Kalaszów na islam.

## Mitologia
Kalasze nazywają swoją legendarną praojczyznę Tsaim, ale nie określają jej miejsca. Twierdzą, że są potomkami żołnierzy helleńskich, którzy przyszli w góry Hindukusz z Aleksandrem Wielkim w IV wieku p.n.e., gdzie osiedlili się, poślubiając miejscowe kobiety. Jednak Kalasze są genetycznie różni zarówno od sąsiednich ludów, jak i od populacji europejskich.
Religia i kultura Kalaszów wykazuje pewne paralele do kultury starożytnej greckiej, jednak nie ma podstaw twierdzenie, że jej źródłem jest cokolwiek więcej niż wspólne indo-europejskie dziedzictwo.